# وزنه‌برداری در المپیک تابستانی ۲۰۱۲ – +۱۰۵ کیلوگرم مردان
مسابقات وزنه‌برداری +۱۰۵ کیلوگرم مردان در بازی‌های المپیک تابستانی ۲۰۱۲ در لندن، بریتانیا در اکس‌سل لندن برگزار می‌شود. مسابقات وزنه‌برداری بین ۲۷ ژوئیه و ۷ اوت برگزار می‌شود.
| وزنه‌برداری در بازی‌های المپیک تابستانی ۲۰۱۲ | وزنه‌برداری در بازی‌های المپیک تابستانی ۲۰۱۲ | وزنه‌برداری در بازی‌های المپیک تابستانی ۲۰۱۲ | وزنه‌برداری در بازی‌های المپیک تابستانی ۲۰۱۲ | وزنه‌برداری در بازی‌های المپیک تابستانی ۲۰۱۲ | وزنه‌برداری در بازی‌های المپیک تابستانی ۲۰۱۲ |
| ------------------------------------------ | ------------------------------------------ | ------------------------------------------ | ------------------------------------------ | ------------------------------------------ | ------------------------------------------ |
| مردان                                      | مردان                                      | مردان                                      | زنان                                       | زنان                                       | زنان                                       |
|                                            | ۵۶ ک‌گ                                      |                                            |                                            | ۴۸ ک‌گ                                      |                                            |
|                                            | ۶۲ ک‌گ                                      |                                            |                                            | ۵۳ ک‌گ                                      |                                            |
|                                            | ۶۹ ک‌گ                                      |                                            |                                            | ۵۸ ک‌گ                                      |                                            |
|                                            | ۷۷ ک‌گ                                      |                                            |                                            | ۶۳ ک‌گ                                      |                                            |
|                                            | ۸۵ ک‌گ                                      |                                            |                                            | ۶۹ ک‌گ                                      |                                            |
|                                            | ۹۴ ک‌گ                                      |                                            |                                            | ۷۵ ک‌گ                                      |                                            |
|                                            | ۱۰۵ ک‌گ                                     |                                            |                                            | +۷۵ ک‌گ                                     |                                            |
|                                            | +۱۰۵ ک‌گ                                    |                                            |                                            |                                            |                                            |

## زمان‌بندی
همه زمان‌ها بر اساس ساعت تابستانی بریتانیا (یوتی‌سی ۱:۰۰+) است.
| تاریخ      | ساعت  | مسابقات |
| ---------- | ----- | ------- |
| ۷ اوت ۲۰۱۲ | ۱۵:۳۰ | گروه B  |
| ۷ اوت ۲۰۱۲ | ۱۹:۰۰ | گروه A  |

## رکوردها
رکوردهای پیشین المپیک و جهانی به شرح زیر است.
| رکوردهای جهانی  | یک‌ضرب  | بهداد سلیمی (IRI)  | ۲۱۴ کیلوگرم   | پاریس، فرانسه   | ۱۳ نوامبر ۲۰۱۱  |
| رکوردهای جهانی  | دو ضرب | حسین رضازاده (IRI) | ۲۶۳٫۵ کیلوگرم | آتن، یونان      | ۲۵ اوت ۲۰۰۴     |
| رکوردهای جهانی  | مجموع  | حسین رضازاده (IRI) | ۴۷۲٫۵ کیلوگرم | سیدنی، استرالیا | ۲۶ سپتامبر ۲۰۰۰ |
| رکوردهای المپیک | یک‌ضرب  | بهداد سلیمی (IRI)  | ۲۱۴ کیلوگرم   | پاریس، فرانسه   | ۱۳ نوامبر ۲۰۱۱  |
| رکوردهای المپیک | دو ضرب | حسین رضازاده (IRI) | ۲۶۳٫۵ کیلوگرم | آتن، یونان      | ۲۵ اوت ۲۰۰۴     |
| رکوردهای المپیک | مجموع  | حسین رضازاده (IRI) | ۴۷۲٫۵ کیلوگرم | سیدنی، استرالیا | ۲۶ سپتامبر ۲۰۰۰ |

## نتایج
۲۱ شرکت‌کننده
| رتبه | ورزشکار                  | گروه | وزن    | یک‌ضرب (کیلوگرم) | یک‌ضرب (کیلوگرم) | یک‌ضرب (کیلوگرم) | یک‌ضرب (کیلوگرم) | دوضرب (کیلوگرم) | دوضرب (کیلوگرم) | دوضرب (کیلوگرم) | دوضرب (کیلوگرم) | مجموع |
| رتبه | ورزشکار                  | گروه | وزن    | ۱               | ۲               | ۳               | نتیجه           | ۱               | ۲               | ۳               | نتیجه           | مجموع |
| ---- | ------------------------ | ---- | ------ | --------------- | --------------- | --------------- | --------------- | --------------- | --------------- | --------------- | --------------- | ----- |
| 1    | بهداد سلیمی (IRI)        | A    | ۱۶۸٫۱۹ | ۲۰۱             | ۲۰۵             | ۲۰۸             | ۲۰۸             | ۲۴۷             | ۲۶۴             | —               | ۲۴۷             | ۴۵۵   |
| 2    | سجاد انوشیروانی (IRI)    | A    | ۱۵۲٫۴۶ | ۱۹۸             | ۲۰۴             | ۲۰۴             | ۲۰۴             | ۲۳۷             | ۲۴۵             | ۲۵۱             | ۲۴۵             | ۴۴۹   |
| 3    | روسلان آلبگوف (RUS)      | A    | ۱۴۷٫۱۵ | ۱۹۸             | ۲۰۴             | ۲۰۸             | ۲۰۸             | ۲۴۰             | ۲۴۵             | ۲۴۷             | ۲۴۰             | ۴۴۸   |
| ۴    | Jeon Sang-Guen (KOR)     | A    | ۱۵۷٫۵۳ | ۱۹۰             | ۲۰۰             | ۲۰۰             | ۱۹۰             | ۲۴۶             | ۲۴۶             | ۲۵۹             | ۲۴۶             | ۴۳۶   |
| ۵    | ایراکلی تورمانیدزه (GEO) | A    | ۱۲۶٫۲۳ | ۱۹۲             | ۱۹۸             | ۲۰۱             | ۲۰۱             | ۲۲۵             | ۲۳۲             | ۲۳۲             | ۲۳۲             | ۴۳۳   |
| ۶    | Ihor Shymechko (UKR)     | A    | ۱۳۷٫۳۸ | ۱۹۷             | ۱۹۷             | ۲۰۰             | ۱۹۷             | ۲۲۵             | ۲۳۲             | ۲۳۷             | ۲۳۲             | ۴۲۹   |
| ۷    | Jiří Orság (CZE)         | A    | ۱۲۸٫۱۵ | ۱۸۲             | ۱۸۷             | ۱۹۰             | ۱۸۷             | ۲۳۱             | ۲۳۹             | ۲۴۲             | ۲۳۹             | ۴۲۶   |
| ۸    | Almir Velagić (GER)      | A    | ۱۴۱٫۴۱ | ۱۸۶             | ۱۹۰             | ۱۹۲             | ۱۹۲             | ۲۲۹             | ۲۳۴             | ۲۳۸             | ۲۳۴             | ۴۲۶   |
| ۹    | Yauheni Zharnasek (BLR)  | B    | ۱۴۷٫۳۷ | ۱۸۸             | ۱۹۳             | ۱۹۶             | ۱۹۶             | ۲۱۹             | ۲۲۵             | ۲۳۰             | ۲۳۰             | ۴۲۶   |
| ۱۰   | Chen Shih-chieh (TPE)    | B    | ۱۴۱٫۱۴ | ۱۷۷             | ۱۸۲             | ۱۸۵             | ۱۸۲             | ۲۳۰             | ۲۳۶             | ۲۴۰             | ۲۳۶             | ۴۱۸   |
| ۱۱   | Péter Nagy (HUN)         | B    | ۱۵۵٫۵۵ | ۱۸۴             | ۱۹۱             | ۱۹۶             | ۱۹۱             | ۲۱۶             | ۲۲۵             | ۲۳۰             | ۲۲۵             | ۴۱۶   |
| ۱۲   | Fernando Reis (BRA)      | B    | ۱۴۰٫۴۹ | ۱۷۸             | ۱۸۰             | ۱۸۶             | ۱۸۰             | ۲۲۰             | ۲۲۵             | —               | ۲۲۰             | ۴۰۰   |
| ۱۳   | Kazuomi Ota (JPN)        | B    | ۱۴۶٫۵۱ | ۱۸۰             | ۱۸۴             | ۱۸۵             | ۱۸۵             | ۲۱۵             | ۲۱۵             | ۲۲۲             | ۲۱۵             | ۴۰۰   |
| ۱۴   | Itte Detenamo (NRU)      | B    | ۱۵۱٫۳۲ | ۱۶۵             | ۱۷۰             | ۱۷۵             | ۱۷۵             | ۲۰۵             | ۲۱۵             | ۲۱۵             | ۲۱۵             | ۳۹۰   |
| ۱۵   | Christian López (GUA)    | B    | ۱۳۹٫۱۵ | ۱۷۲             | ۱۷۷             | ۱۷۷             | ۱۷۲             | ۲۰۹             | ۲۰۹             | ۲۱۵             | ۲۱۵             | ۳۸۷   |
| ۱۶   | Damon Kelly (AUS)        | B    | ۱۵۰٫۸۳ | ۱۵۵             | ۱۶۰             | ۱۶۵             | ۱۶۵             | ۱۹۲             | ۲۰۱             | ۲۱۶             | ۲۱۶             | ۳۸۱   |
| ۱۷   | Frederic Fokejou (CMR)   | B    | ۱۳۲٫۷۴ | ۱۵۰             | ۱۵۵             | ۱۶۰             | ۱۶۰             | ۱۹۰             | ۲۰۰             | ۲۰۲             | ۲۰۲             | ۳۶۲   |
| ۱۸   | Carl Henriquez (ARU)     | B    | ۱۵۰٫۳۸ | ۱۱۵             | ۱۲۲             | ۱۲۷             | ۱۲۲             | ۱۶۰             | ۱۶۰             | ۱۷۱             | ۱۶۰             | ۲۸۲   |
| –    | ماتیاس اشتاینر (GER)     | A    | ۱۴۹٫۹۸ | ۱۹۲             | ۱۹۶             | ۱۹۷             | ۱۹۲             | —               | —               | —               | —               | DNF   |